# Lasioglossum chalcochiton
Lasioglossum chalcochiton är en biart som först beskrevs av Joseph Vachal 1911.  Lasioglossum chalcochiton ingår i släktet smalbin, och familjen vägbin. Inga underarter finns listade i Catalogue of Life.